# Jean-Jacques Bertrand (rugby à XV)
Pour les articles homonymes, voir Jean-Jacques Bertrand (homonymie) et Bertrand.
Jean-Jacques Bertrand, né le 20 mai 1939 à Brive la Gaillarde, est un homme d’affaires français. Il a dirigé plusieurs groupes pharmaceutiques.
Il est le président du CA Brive Corrèze Limousin de 2009 à 2016 en succédant à Patrick Sébastien.

## Biographie
Diplômé HEC, Jean-Jacques Bertrand est entré dans le groupe Rhône-Poulenc en 1965. Directeur marketing de Théraplix puis de Rhône-Poulenc Santé International, il devint président des Laboratoires Théraplix en 1981 puis président des Laboratoires Specia en 1984. Il prend la direction générale des opérations pharmaceutiques de Rhône-Poulenc pour la France, puis à partir de 1987 pour le monde. En 1990, il est nommé directeur général de Rhône-Poulenc Rorer avant de devenir PDG d'Aventis Pasteur de 1994 à 2003. Il est également président désigné du Syndicat national de l'industrie pharmaceutique du 1er janvier 2000 au 31 décembre 2001.
Il devient président du conseil de surveillance des laboratoires Guerbet de mai 2006 à mai 2010 et président du conseil d'administration de mai 2010 à septembre 2013. Il est parallèlement à ses fonctions président d'honneur du LEEM, Les Entreprises du médicament.
Il s'implique au fil du temps dans le monde du rugby, au point de devenir en 2009 président du CA Brive, le club de rugby à XV de sa ville natale.
Jean-Jacques Bertrand devient en 2010 administrateur de Pierre Fabre SA, puis président du conseil d'administration du groupe de 2013 à 2017, à la suite du décès de Pierre Fabre, avec qui il entretenait des liens amicaux.
En novembre 2016, Jean-Jacques Bertrand laisse la présidence du CA Brive à son vice-président Simon Gillham. Il reste cependant vice-président et le représentant du CAB auprès des instances de la Ligue.